# Tini Tini Tini
Tini Tini Tini è il terzo album in studio della cantante argentina Tini Stoessel, pubblicato il 3 dicembre 2020, sotto l'etichetta discografica Hollywood Records.

## Antefatti
Dopo aver lanciato l'album Quiero Volver, Tini Stoessel ha iniziato il suo Quiero volver tour in giro per l'America Latina e l'Europa, fino al mese di marzo 2020, quando il tour è stato interrotto a causa della COVID-19. Già dal mese di maggio 2019, la cantante ha iniziato a rilasciare le canzoni tratte dal nuovo album in studio, esplorando nuovi generi musicali come la cumbia, la tango-trap e il reggaeton, sonorità già presente nel precedente album, Quiero Volver.
Insieme ad Andrés Torres, Mauricio Rengifo e altri compositori, Tini ha contribuito alla composizione delle canzoni dell'album.
Il 16 novembre 2020 rivela con un post sui suoi profili social titolo, copertina e data di uscita del terzo album, mentre il 6 dicembre 2020 tiene un concerto di presentazione del disco, via streaming, sulla piattaforma Claro.

## Tracce
1. Un beso en Madrid (con Alejandro Sanz) – 2:23
2. Fresa (con Lalo Ebratt) – 2:46
3. Si tú supieras – 2:31
4. Tuyo – 1:53
5. Te olvidaré – 3:14
6. Acércate – 2:22
7. Playa – 2:27
8. Ella dice (con Khea) – 2:41
9. Duele (con John C) – 2:18
10. Recuerdo (con Mau y Ricky) – 3:21
11. Oye (con Sebastián Yatra) – 2:53
12. Diciembre – 3:09
13. Suéltate el pelo – 2:07
14. 22 (con Greeicy) – 2:39

## Classifiche
| Classifica (2020) | Posizione massima |
| ----------------- | ----------------- |
| Argentina         | 2                 |
| Belgio (Vallonia) | 184               |
| Slovacchia        | 73                |
| Spagna            | 40                |
| Italia (iTunes)   | 12                |

## Date di pubblicazione
| Paese           | Data di pubblicazione | Formato                      | Etichetta                    |
| --------------- | --------------------- | ---------------------------- | ---------------------------- |
| Mondo           | 3 dicembre 2020       | download digitale, streaming | Universal, Hollywood Records |
| Belgio          | 4 dicembre 2020       | CD                           | Universal, Hollywood Records |
| Bulgaria        | 4 dicembre 2020       | CD                           | Universal, Hollywood Records |
| Repubblica Ceca | 4 dicembre 2020       | CD                           | Universal, Hollywood Records |
| Slovacchia      | 4 dicembre 2020       | CD                           | Universal, Hollywood Records |
| Austria         | 11 dicembre 2020      | CD                           | Universal, Hollywood Records |
| Francia         | 11 dicembre 2020      | CD                           | Universal, Hollywood Records |
| Germania        | 11 dicembre 2020      | CD                           | Universal, Hollywood Records |
| Giappone        | 11 dicembre 2020      | CD                           | Universal, Hollywood Records |
| Italia          | 11 dicembre 2020      | CD                           | Universal, Hollywood Records |
| Paesi Bassi     | 11 dicembre 2020      | CD                           | Universal, Hollywood Records |
| Polonia         | 11 dicembre 2020      | CD                           | Universal, Hollywood Records |
| Spagna          | 11 dicembre 2020      | CD                           | Universal, Hollywood Records |
| Stati Uniti     | 11 dicembre 2020      | CD                           | Universal, Hollywood Records |
| Svezia          | 11 dicembre 2020      | CD                           | Universal, Hollywood Records |
| Svizzera        | 11 dicembre 2020      | CD                           | Universal, Hollywood Records |
| Regno Unito     | 18 dicembre 2020      | CD                           | Universal, Hollywood Records |
| Ungheria        | 18 dicembre 2020      | CD                           | Universal, Hollywood Records |